# 袁家山
袁家山，又名袁山、吕祖庙、小蓬莱，位于中华人民共和国河南省商丘市睢县城关镇文化路，为一处明代船型园林建筑群。相传由明末兵部尚书袁可立于天启年间所建。2000年被列为第三批河南省文物保护单位。
袁家山地势高耸如山，初建时四周有湖水环绕，远望如船，现湖水已干涸。袁家山内有吕祖庙供奉八仙之一吕洞宾，另有“宝墨亭”一座，亭内石碑刻苏轼手书之《洞庭春色赋》与《中山松醪赋》。
周边数个地名以“袁山”命名，包括袁家山所在的居委会：袁山居委会。